# بریدی بلام
بریدی بلام (به انگلیسی: Brady Bluhm) (زاده ۶ ژوئیهٔ ۱۹۸۳) بازیگرآمریکایی است.
از فیلم‌های معروف او می‌توان به بازی در فیلم احمق و احمق‌تر ۲ اشاره کرد.